# Феррейра Андради, Албану
 Албану Феррейра Андради (порт. Albano Ferreira Andrade; 14 декабря 1909 года — 29 июня 2021) — португальский супердолгожитель. После смерти Мануэля Родригеша Орты 23 августа 2016 года до своей смерти он носил титул старейшего мужчины Португалии. Также он является вторым (после Аугушту Морейра ди Оливейра) старейшим мужчиной Португалии в истории. Прожил 111 лет и 197 дней.

## Биография
Альбано Андраде родился в Сан-Мигел-ди-Соуту, Санта-Мария-да-Фейра, Авейру, Португалия, 14 декабря 1909 года.
Андраде окончил школу до четвёртого класса. Когда он стал достаточно взрослым, начал работать учителем.
В молодости он любил играть на скрипке, и даже когда ему перевалило за 100, он все ещё мог играть на ней.
В 2013 году он всё ещё жил один, и сам себя обслуживал.
В 2019 году ему и его брату было 109 и 107 лет соответственно, и они жили в Санта-Мария-да-Фейра, Португалия. Их совокупный возраст по состоянию на 2 апреля 2019 года составлял 216 лет 230 дней.
В декабре 2020 года ему исполнилось 111 лет.
Умер Альбано 29 июня 2021 года. На момент его смерти он был старейшим живущим мужчиной Португалии. Он удерживал этот титул более 4 лет (с 21 (23) августа 2016 года). После смерти Альбано титул старейшего мужчины Португалии достался его младшему брату Альберто, родившемуся 2 декабря 1911 года.

## Долголетие в его семье
В его семье также была история долголетия: его мать умерла в возрасте 96 лет, а отец — в возрасте 95 лет. Один из его племянников (сын его старшей сестры) умер в возрасте 101 года, а ещё одному в 2020 году исполнилось 100 лет.

## Рекорды долголетия
- 21 (23) августа 2016 года после смерти Мануэля Родригеша Орты стал старейшим живущим мужчиной Португалии.
- 15 июня 2019 года после смерти Романы Маркес стал вторым старейшим человеком Португалии.
- 14 декабря 2019 года стал 3-м мужчиной Португалии, отметившим 110-летие.
- Вместе со своим братом Альберто был признан Книгой рекордов Гиннесса[3], как старейшие братья из ныне живущих в мире.